# Pierre Labarelle
Pierre Labarelle, är en fransk kanotist.
Han tog VM-guld i C-2 i slalom 2011 i Bratislava.